# 阿纳托利·库兹明
阿纳托利·尼古拉耶维奇·库兹明，（俄语：Анатолий Николаевич Кузьмин，1903年11月2日—1954年10月28日），苏联政治人物、冶金工程师。曾任苏联冶金工业部长、黑色冶金部长。

## 生平
- 1903年11月2日生于特维尔的一个工人家庭。
- 1918年5月-1919年10月，彼得格勒省沃洛达尔区国营农场管理员。
- 1919年10月-1921年10月，共青团彼得格勒省沃洛达尔区委主席团成员。
- 1921年10月-1930年，列宁格勒矿业学院学习冶金工程系学习。1926年11月加入联共（布）[1]。期间，1927年4月-1930年，列宁格勒国家冶金设计研究所项目设计师、副总工程师。
- 1931年6月-1933年，下塔吉尔冶金厂高炉组高级工程师。
- 1933年-1935年12月，下塔吉尔冶金厂技术部副总工程师。
- 1935年12月-1937年2月，马格尼托哥尔斯克钢厂设计部长。
- 1937年2月-7月，马格尼托哥尔斯克钢厂焦化车间主任。
- 1937年7月-1939年10月，扎波罗热钢铁厂厂长。
- 1939年10月-1941年10月，扎波罗热联合钢铁厂厂长。
- 1941年10月-1946年1月，新西伯利亚第702工厂厂长。1942年至1945年多次驻派美国[2]。
- 1946年1月-1948年7月，扎波罗热联合钢铁厂厂长。
- 1948年7月-1946年6月，苏联冶金工业部第一副部长。
- 1949年6月-1950年12月，苏联冶金工业部长。
- 1951年-1953年3月，苏联黑色冶金部第一副部长。
- 1953年3月-1954年2月，苏联冶金工业部第一副部长。
- 1954年2月-10月，苏联黑色冶金部长。
- 1954年10月28日于莫斯科逝世，终年50岁[3]。葬于克里姆林宫红场墓园。

库兹明是第2届乌克兰苏维埃社会主义共和国最高苏维埃代表。

## 荣誉
- 两次列宁勋章
- 劳动红旗勋章（1939）
- 荣誉勋章